# Siping (stacja kolejowa)
Siping (chiń. 四平站; pinyin Sìpíng Zhàn) – stacja kolejowa w Siping, w prowincji Jilin, w Chińskiej Republice Ludowej.
Stacja Siping znajduje się na trasie Pekin-Harbin i Harbin-Dalian.